# Helmetophorus rankini
Helmetophorus rankini är en ringmaskart som beskrevs av Hartman 1978. Helmetophorus rankini ingår i släktet Helmetophorus och familjen Acrocirridae. Inga underarter finns listade i Catalogue of Life.